# 水星の大気
| 水星の大気   |                                                      |                                                      |
| 種類         | CD cm−2                                              | SD cm−3                                              |
| 水素 (H)     | ~ 3 × 109                                            | ~ 250                                                |
| 水素分子     | < 3 × 1015                                           | < 1.4 × 107                                          |
| ヘリウム     | < 3 × 1011                                           | ~ 6 × 103                                            |
| 酸素         | < 3 × 1011                                           | ~ 4 × 104                                            |
| 酸素分子     | < 9 × 1014                                           | < 2.5 × 107                                          |
| ナトリウム   | ~ 2 × 1011                                           | 1.7–3.8 × 104                                        |
| カリウム     | ~ 2 × 109                                            | ~ 400                                                |
| カルシウム   | ~ 1.1 × 108                                          | ~ 300                                                |
| マグネシウム | ~ 4 × 10                                             | ~ 7.5 × 103                                          |
| アルゴン     | ~ 1.3 × 109                                          | < 6.6 × 106                                          |
| 水           | < 1 × 1012                                           | < 1.5 × 107                                          |
| その他       | ネオン、ケイ素、硫黄、アルゴン 鉄、二酸化炭素、 etc. | ネオン、ケイ素、硫黄、アルゴン 鉄、二酸化炭素、 etc. |
| 1. 2.        |                                                      |                                                      |

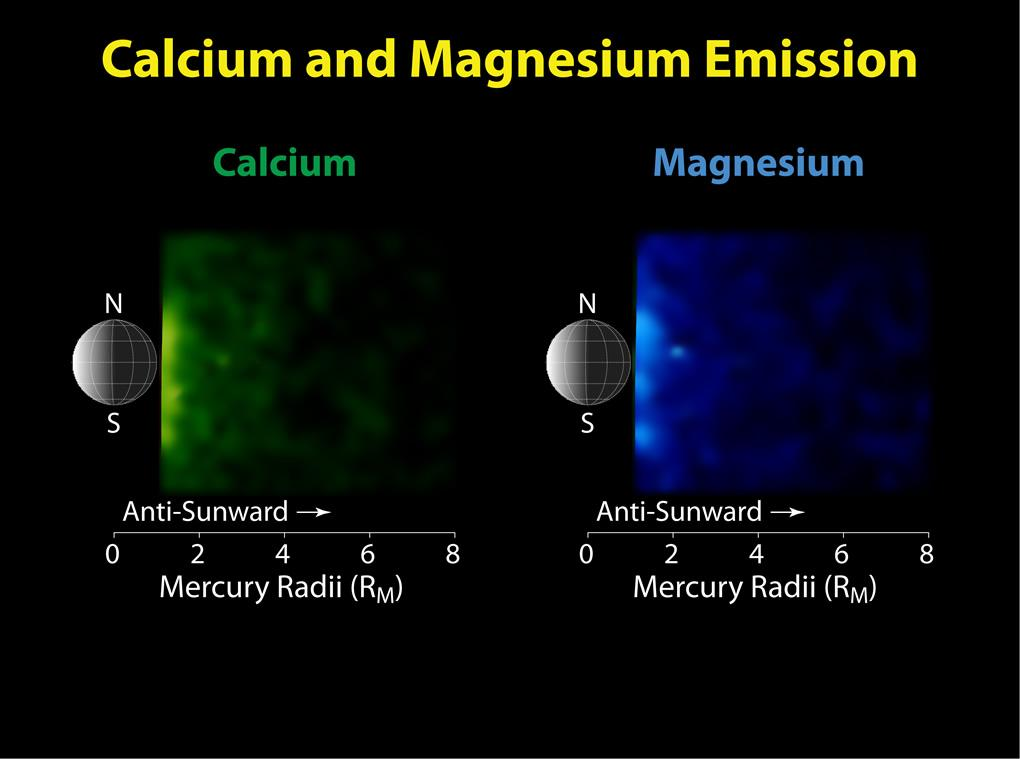
水星の尾におけるカルシウムとマグネシウム

水星の大気では、水星に存在する大気状構造について述べる。
水星のように重力の小さい星においては十分に気体を保持することはできず、気体はすぐに流出し、真空に近い状態である。しかし非常に希薄ながら水星近辺には気体が存在し、地表に直接接する外気圏となっている。水星は変化に富んだ外気圏を持っており、10−14バールの複合圧で水素、ヘリウム、酸素、ナトリウム、カルシウム、カリウム、水蒸気などを含んでいる。また外気圏の元素は太陽風や惑星の地殻に由来しており、場所によっては元素の分布が変わる。太陽光圧は大気を押しており、惑星の背後には彗星のような尾が存在している。
水星の大気については月の大気のように大気がほとんどないというのが大方の見方であったが、議論があった。1974年にマリナー10号が非常に薄い外気圏を発見したことによってこの議論に決着がつき、2008年にはメッセンジャーによってより詳細な測定値が得られ、水星の外気圏にマグネシウムが発見された。

## 成分
水星大気は太陽風と地殻に由来するさまざまな元素を含んでいる。主要な成分は水素原子、ヘリウム、酸素原子であり、これは1974年にマリナー10号の紫外線光度計で観測された。表面近くでのこれらの元素の存在量は水素が230cm−3、酸素が44,000cm−3、ヘリウムがその中間の量程度と見積もられた。2008年のメッセンジャーでは水素原子の存在量を1994年当時よりも多く見積もられている。水星の外気圏の水素とヘリウムは太陽風に由来すると考えられており、酸素は地殻に由来すると考えられている。
4番目に多く検出された水星の外気圏の物質はナトリウムであった。これは1985年にドリュー・ポッター(Drew Potter)とトム・モーガン(Tom Morgan)による、589と589.6nmのフラウンホーファー輝線の観測で発見された。ナトリウムの平均の柱密度はおおよそ1 × 1011 cm−2と見積もられた。ナトリウムは水星の極付近で多く観測され、輝点を形成していた。 その量は夕暮れ側の明暗境界線よりも夜明け側の明暗境界線でより多かった。いくつかの研究ではナトリウムの存在量とカロリス盆地や輻射の明るい場所などの特定の地表の特性が相関しているとされるが、これらの結果はまだ議論されている。ナトリウム発見の1年後、ポッターとモーガンはナトリウムに比べ2桁ほど柱密度が低いがカリウムも水星の外気圏に存在すると報告した。これら以外の点では2元素の特性と空間分布は非常に良く似ている。
1998年にはさらにカルシウムがナトリウムの3桁下の柱密度で検出された。2009年のメッセンジャーによる観測によって、極付近におおいナトリウムやカリウムとは反対に、カルシウムは主に赤道付近にあることがわかった。
2008年のメッセンジャー探査機の高速画像プラズマスペクトロメーターは水星付近に幾つかの分子とH2S+やH2O+などのイオンを発見した。ナトリウムと対比した存在量はそれぞれおおよそ0.2から0.7であった。H3O+、OH、O2+、Si+のようなイオンも同じように発生する。
2009年のフライバイの間、水星大気・表面組成スペクトロメーター(MASCS)の紫外線・可視光スペクトロメーター(UVVS)は水星の外気圏にマグネシウムが存在していることを初めて明らかにした。新たに検出された成分は表面近くで豊富で、ナトリウムの存在量に匹敵する。

## 特性
マリナー10号の紫外線観測によって外気圏の表面密度は立方センチメートルあたり105程度と見積もられている。表面圧はおおよそ10−14バール程度である。
水星の外気圏の温度は地理的な位置だけでなく構成する物質にも依存する。水素原子は、マリナー10号とメッセンジャーの両方で得られた値によると温度がおおよそ420Kであるとされる。ナトリウムの温度は非常に高く、赤道で750-1500K程度、極地域では1500-3500Kになっている。いくらかの観測では水星は12,000-20,000Kのカルシウム原子の熱いコロナに包まれているとされる。

## 水星の尾
水星は太陽に非常に近いため、地球や金星に比べ太陽光圧を強く受けている。太陽の放射線は水星のから離れた中性原子を強く推しており、惑星の陰には彗星のような尾ができている。尾の主要成分はナトリウムであり、これは水星の直径の23倍にあたる最大56,000kmの範囲で観測された。
ナトリウムの尾はおおよそ17,500kmの位置で直径20,000kmほどに急速に膨張している。2009年、メッセンジャーが尾のカルシウムとマグネシウムを検出し、またこれらの元素は水星の直径の8倍以内の範囲でのみ観測された。